# Sceloporus monserratensis
Sceloporus monserratensis är en ödleart som beskrevs av  V.M. Van DENBURGH och SLEVIN 1921. Sceloporus monserratensis ingår i släktet Sceloporus och familjen Phrynosomatidae. Inga underarter finns listade i Catalogue of Life.